# Предизборна кампания
Предизборна или избирателна кампания се наричат организираните публицистични и комуникативни опити на отделни кандидати или кандидатстващи организации да информират и мобилизират онази част от населението, имаща право на глас на парламентарни, местни или други избори, да гласуват за тях. Това се случва в определена фаза преди изборната дата, по време на която се наблюдава концентрирана реклама. Предизборните кампании са характеристични за конкуренция между партиите в една демокрация.

## Основни направления
В хода на всяка избирателна кампания се очертават няколко направления:
- осъществяване на маркетингови изследвания;
- поддържане на права и обратна връзка;
- организиране на срещи на кандидатите на политическата партия/коалиция с избирателите;
- организиране и провеждане на хепънинги, концерти, благотворителни акции и др.;
- разпространение и поместване на актуални и атрактивни политически материали.

## Същност на агитацията
Планирането на агитационната работа на целия екип преминава през три основни етапа: създаване на устойчив образ на кандидата, концептуално-идеологически и мотивационно-директивен етап.

### Създаване на устойчив образ
Този етап обикновено започва няколко месеца преди началото на избирателната кампания и завършва максимум две седмици след нейното начало. За реализирането му се планират редица PR-стъпки: изяви на бъдещия кандидат или кандидати на дадена политическа сила по телевизията и другите електронни медии в популярни програми, в които те се разкриват като компетентни специалисти по едни или други въпроси; общуване с видни политици или обществени дейци; обсъждане на проблемни въпроси на региона с проявяване на лична загриженост по повод създалата се ситуация; даване на интервю във връзка с намерението им да се кандидатират от името на дадена политическа партия и/или коалиция.
Бъдещите кандидати се появяват все по-често и в печата – изказват мнение по различни въпроси; разказват спомени; поздравяват за празници и юбилеи; известяват избирателите за своето намерение за участие в изборите; благодарят на всички, които са подкрепили издигането на тяхната кандидатура по един или друг начин; правят публично достояние фрагменти от своята биографията и т.н. Забелязва се и участието им по централните и местни радиа – дават интервюта и т.н.
След регистрацията на политическите партии и/или коалиции и техните кандидати за различно представителство се появяват и първите печатни материали с опознавателен характер, плакати с фотографии, билбордове и др. Започва провеждането на всякакви политически акции, презентации, изложби и други мероприятия с участието на кандидатите на различните политически партии и/или коалиции. Организират се срещи и се водят преговори. В тях се включват доверени лица с делигирани от политическите субекти правомощия.

### Концептуално-идеологически
Този етап започва от 10 до 14 дни след регистрацията на кандидата /кандидатите/ на дадена политическа партия и/или коалиция и трае до последните две седмици преди изборния ден.
Включва масирана информационна „вълна“, целяща позициониране на кандидата /кандидатите/ на дадена политическа сила. Изостря се актуалността на проблемите на района; утвърждава се позицията на кандидата /кандидатите/ в избирателния процес по тях; разкрива се цялата същност на идеологическата платформа, уникалните възможности и способностите на кандидата /кандидатите/; организират се ежедневни срещи на кандидата /кандидатите/ с избирателите; провеждат се масови и корпоративни мероприятия с участието на кандидата /кандидатите/, както и хепънинги, концерти и различни акции. Активизира се работата на доверените лица и мрежата от манипулатори и агитатори. Агитационните печатни материали стават по-сериозни и концептуални в съответствие с темите и имиджа на кандидата /кандидатите/, представители на определена политическа партия и/или коалиция.

### Мотивационно-директивен
Етапът започва две седмици преди последния ден, позволен от Закона за изборите за провеждане на агитация. Обикновено политическата агитация приключва 24 часа преди изборния ден.
Включва масирани информационни дейности, в резултат на които се подчертават различията между позиционирания политически субект и неговите основни конкуренти и всеобщия стремеж на избирателите да гласуват за него. За да се реализира успешно този етап, трябва да се води усилена работа през последните две седмици като не се гласува пълно доверие на поръчковите социологически проучвания и не се разчита на отчетените високи и положителни показатели за рейтинга на дадената политическа партия и/или коалиция и нейните кандидати. Продължават срещите и разпространяването на тезисите на програмата и публикуването на материали за подкрепа. Отделя се специално внимание на разпространяването на слухове, които да създават притеснение у избирателите, че би се случило нещо доста неприятно и трудно поправимо, ако „нашата партия и нашите кандидати не спечелят изборите“ и поради тази причина трябва всеки да даде своя глас, за да не се случи това. Същевременно трябва да се прояви максимум внимание към обратната реакция и действията на конкурентите.
Организирането и провеждането на масови и корпоративни мероприятия е едно от главните направления на избирателните кампании на всеки един политически субект. За ефективното планиране на това направление е необходимо да се разполага с информация за големи дати, юбилеи, мащабни събития, национални и религиозни празници, рождени дни на заслужили дейци и ветерани в производството, изкуството, образованието, културата. Струва си да се обърне внимание на тяхното отбелязване. Трябва да се помисли за всичко, което може така или иначе да се отрази върху настроението и поведението на избирателите. Добре организираното представяне на кандидата /кандидатите/ на дадена политическа сила дори в малки по мащаби предприятия и фирми, може да затвърди уважителното отношение към него сред определена целева група избиратели и да получи положителен резонанс в средствата за масова информация.